# Globus d'Or del 2019
La 76a edició dels Premis Globus d'Or, lliurats per l'Associació de la Premsa Estrangera de Hollywood al millor del cinema i la televisió durant 2018, tindrà lloc el 6 de gener de 2019 a l'hotel Beverly Hilton de Beverly Hills, Califòrnia.
Entre les pel·lícules amb més nominacions destaquen A Star Is Born, protagonitzada per Lady Gaga i Bradley Cooper, en la categoria de drama; i El vici del poder, amb Amy Adams i Sam Rockwell, en comèdia o musical.

## Pel·lícules
A continuació, el llistat de pel·lícules nominades en les categories principals del Globus d'Or.
| Millor pel·lícula | Millor pel·lícula |
| Drama | Musical o Comèdia |
| --- | --- |
| - Bohemian Rhapsody - A Star Is Born - BlacKkKlansman - Black Panther - If Beale Street Could Talk | - Green Book - Crazy Rich Asians - The Favourite - Mary Poppins Returns - El vici del poder |
| Millor interpretació – Drama | |
| Actor principal | Actriu principal |
| - Rami Malek – Bohemian Rhapsody com a Freddie Mercury - Bradley Cooper – A Star Is Born com a Jackson Maine - Willem Dafoe – At Eternity's Gate com a Vincent van Gogh - Lucas Hedges – Boy Erased com a Jared Eamons - John David Washington – BlacKkKlansman com a Ron Stallworth                 | - Glenn Close – The Wife com a Joan Castleman - Lady Gaga – A Star Is Born com a Ally Maine - Nicole Kidman – Destroyer com a Erin Bell - Melissa McCarthy – Can You Ever Forgive Me? com a Lee Israel - Rosamund Pike – A Private War com a Marie Colvin                     |
| Millor interpretació – Musical o Comèdia | |
| Actor principal | Actriu principal |
| - Christian Bale – El vici del poder com a Dick Cheney - Lin-Manuel Miranda – Mary Poppins Returns com a Jack - Viggo Mortensen – Green Book com a Frank "Tony Lip" Vallelonga - Robert Redford – The Old Man & the Gun com a Forrest Tucker - John C. Reilly – El gras i el prim com a Oliver Hardy | - Olivia Colman – The Favourite com a Queen Anne - Emily Blunt – Mary Poppins Returns com a Mary Poppins - Elsie Fisher – Eighth Grade com a Kayla Day - Charlize Theron – Tully com a Marlo Moreau - Constance Wu – Crazy Rich Asians com a Rachel Chu                       |
| Millor interpretació d'actor o actriu secundaris | |
| Actor secundari | Actriu secundària |
| - Mahershala Ali – Green Book com a Don Shirley - Timothée Chalamet – Beautiful Boy com a Nic Sheff - Adam Driver – BlacKkKlansman com a Flip Zimmerman - Richard E. Grant – Can You Ever Forgive Me? com a Jack Hock - Sam Rockwell – El vici del poder com a George W. Bush                        | - Regina King – If Beale Street Could Talk com a Sharon Rivers - Amy Adams – El vici del poder com a Lynne Cheney - Claire Foy – First Man com a Janet Shearon Armstrong - Emma Stone – The Favourite com a Abigail Hill - Rachel Weisz – The Favourite com a Sarah Churchill |
| Altres | |
| Millor Director | Millor Guió Original |
| - Alfonso Cuarón – Roma - Bradley Cooper – A Star Is Born - Peter Farrelly – Green Book - Spike Lee – BlacKkKlansman - Adam McKay – El vici del poder | - Brian Hayes Currie, Peter Farrelly i Nick Vallelonga – Green Book - Alfonso Cuarón – Roma - Deborah Davis i Tony McNamara – The Favourite - Barry Jenkins – If Beale Street Could Talk - Adam McKay – El vici del poder                                                     |
| Millor Banda Sonora Original | Millor Cançó Original |
| - Justin Hurwitz – First Man - Marco Beltrami – Un lloc tranquil - Alexandre Desplat – Isle of Dogs - Ludwig Göransson – Black Panther - Marc Shaiman – Mary Poppins Returns | - "Shallow" – A Star Is Born - "All the Stars" – Black Panther - "Girl in the Movies" – Dumplin' - "Requiem for a Private War" – A Private War - "Revelation" – Boy Erased |
| Millor pel·lícula d'animació | Millor pel·lícula estrangera |
| - Spider-Man: Un nou univers - Els increïbles 2 - Isle of Dogs - La Mirai, la meva germana petita - En Ralph destrueix internet | - Roma (Mèxic) - Capernaum (Líban) - Girl (Bèlgica) - Werk ohne Autor (Alemanya) - Un assumpte de família (Japó) |

### Pel·lícules amb múltiples nominacions
Les pel·lícules citades a continuació han obtingut múltiples nominacions
| Nominations | Films                      |
| ----------- | -------------------------- |
| 6           | El vici del poder          |
| 5           | A Star Is Born             |
| 5           | Green Book                 |
| 5           | The Favourite              |
| 4           | BlacKkKlansman             |
| 4           | Mary Poppins Returns       |
| 3           | Black Panther              |
| 3           | If Beale Street Could Talk |
| 3           | Roma                       |
| 2           | Bohemian Rhapsody          |
| 2           | Boy Erased                 |
| 2           | Can You Ever Forgive Me?   |
| 2           | Crazy Rich Asians          |
| 2           | First Man                  |
| 2           | Isle of Dogs               |
| 2           | A Private War              |

## Televisió
Pel que fa a l'apartat de televisió, la sèrie que ha aconseguit més nominacions ha estat The Assassination of Gianni Versace: American Crime Story del creador Ryan Murphy, que també ha estat reconegut per la seva sèrie Pose, sumant un total de vuit nominacions entre ambdues sèries.
| Millor sèrie televisiva | Millor sèrie televisiva |
| Drama | Musical o Comèdia |
| --- | --- |
| - The Americans - Bodyguard - Homecoming - Killing Eve - Pose | - The Kominsky Method - Barry - The Good Place - Kidding - The Marvelous Mrs. Maisel |
| Millor interpretació – Drama | |
| Actor | Actress |
| - Richard Madden – Bodyguard com a Sergeant David Budd - Jason Bateman – Ozark com a Martin "Marty" Byrde - Stephan James – Homecoming com a Walter Cruz - Billy Porter – Pose com Pray Tell - Matthew Rhys – The Americans com Philip Jennings                                                                            | - Sandra Oh – Killing Eve com a Eve Polastri - Caitriona Balfe – Outlander com a Claire Fraser - Elisabeth Moss – The Handmaid's Tale com a June Osborne / Offred - Julia Roberts – Homecoming com a Heidi Bergman - Keri Russell – The Americans com a Elizabeth Jennings                                                                       |
| Millor interpretació – Musical o Comèdia | |
| Actor | Actriu |
| - Michael Douglas – The Kominsky Method com a Sandy Kominsky - Sacha Baron Cohen – Who Is America? com a "diversos personatges" - Jim Carrey – Kidding com a Jeff Piccirillo - Donald Glover – Atlanta com a Earnest "Earn" Marks / Teddy Perkins - Bill Hader – Barry com a Barry Berkman / Barry Block                   | - Rachel Brosnahan – The Marvelous Mrs. Maisel com a Miriam "Midge" Maisel - Kristen Bell – The Good Place com a Eleanor Shellstrop - Candice Bergen – Murphy Brown com a Murphy Brown - Alison Brie – GLOW com a Ruth "Zoya the Destroya" Wilder - Debra Messing – Will & Grace com a Grace Adler                                               |
| Millor interpretació en una minisèrie o pel·lícula televisiva | |
| Actor | Actriu |
| - Darren Criss – The Assassination of Gianni Versace: American Crime Story as Andrew Cunanan - Antonio Banderas – Genius: Picasso as Pablo Picasso - Daniel Bruhl – The Alienist as Dr. Laszlo Kreizler - Benedict Cumberbatch – Patrick Melrose as Patrick Melrose - Hugh Grant – A Very English Scandal as Jeremy Thorpe | - Patricia Arquette – Escape at Dannemora as Tilly Mitchell - Amy Adams – Sharp Objects as Camille Preaker - Connie Britton – Dirty John as Debra Newell - Laura Dern – The Tale as Jennifer Fox - Regina King – Seven Seconds as Latrice Butler                                                                                                 |
| Millor interpretació secundària en una sèrie, minisèrie o film televisiu | |
| Actor secundari | Actriu secundària |
| - Ben Whishaw – A Very English Scandal com a Norman Josiffe - Alan Arkin – The Kominsky Method com a Norman Newlander - Kieran Culkin – Succession com a Roman Roy - Édgar Ramírez – The Assassination of Gianni Versace: American Crime Story com a Gianni Versace - Henry Winkler – Barry com a Gene Cousineau           | - Patricia Clarkson – Sharp Objects com a Adora Crellin - Alex Borstein – The Marvelous Mrs. Maisel com a Susie Myerson - Penélope Cruz – The Assassination of Gianni Versace: American Crime Story com a Donatella Versace - Thandie Newton – Westworld com a Maeve Millay - Yvonne Strahovski – The Handmaid's Tale com a Serena Joy Waterford |
| Millor minisèrie o film televisiu | |
| - The Assassination of Gianni Versace: American Crime Story - The Alienist - Escape at Dannemora - Sharp Objects - A Very English Scandal | |

### Sèries amb múltiples nominacions
Les sèries de televisió citades a continuació han obtingut múltiples nominacions:
| Nominations | Television programs                                       |
| ----------- | --------------------------------------------------------- |
| 4           | The Assassination of Gianni Versace: American Crime Story |
| 3           | The Americans                                             |
| 3           | Barry                                                     |
| 3           | Homecoming                                                |
| 3           | The Kominsky Method                                       |
| 3           | The Marvelous Mrs. Maisel                                 |
| 3           | Sharp Objects                                             |
| 3           | A Very English Scandal                                    |
| 2           | The Alienist                                              |
| 2           | Bodyguard                                                 |
| 2           | Escape at Dannemora                                       |
| 2           | The Good Place                                            |
| 2           | The Handmaid's Tale                                       |
| 2           | Kidding                                                   |
| 2           | Killing Eve                                               |
| 2           | Pose                                                      |